# Derewky
Derewky (ukr. Деревки) – wieś na Ukrainie, w obwodzie połtawskim, w rejonie połtawskim, w hromadzie Kotelwa. W 2022 liczyła 336 mieszkańców.